# Малая Ордынка
У́лица Ма́лая Орды́нка (в 1948—1992 годах — у́лица А. Н. Остро́вского) — улица в районе Замоскворечье Центрального административного округа города Москвы. Проходит параллельно улице Большая Ордынка от Климентовского переулка до Пятницкой улицы, нумерация ведётся от Климентовского переулка. На Малую Ордынку выходят переулки: Иверский, Большой Ордынский и Малый Ордынский. Улица отчасти сохранила одно- и двухэтажную деревянную застройку старого Замоскворечья.

## Происхождение названия
От татарского населения Замоскворечья — выходцев из Золотой Орды.

## История
Малая Ордынка — остаток одной из промежуточных трасс Большой Ордынки. В XIV—XVI веках основные дороги Замоскворечья шли не на юг (ворот Земляного города тогда не существовало), а на юго-восток; Большая Ордынка сначала шла от Балчуга в сторону современной Зацепской площади и продолжалась Коломенской дорогой (современная Дубининская улица). Современная планировка Замоскворечья сложилась в первой трети XVII века (после разрушений Смуты и устройства ворот Земляного города). Большая Ордынка приняла современное направление (строго на юг), а Малая стала второстепенным проездом к востоку от неё.

## Примечательные здания и сооружения

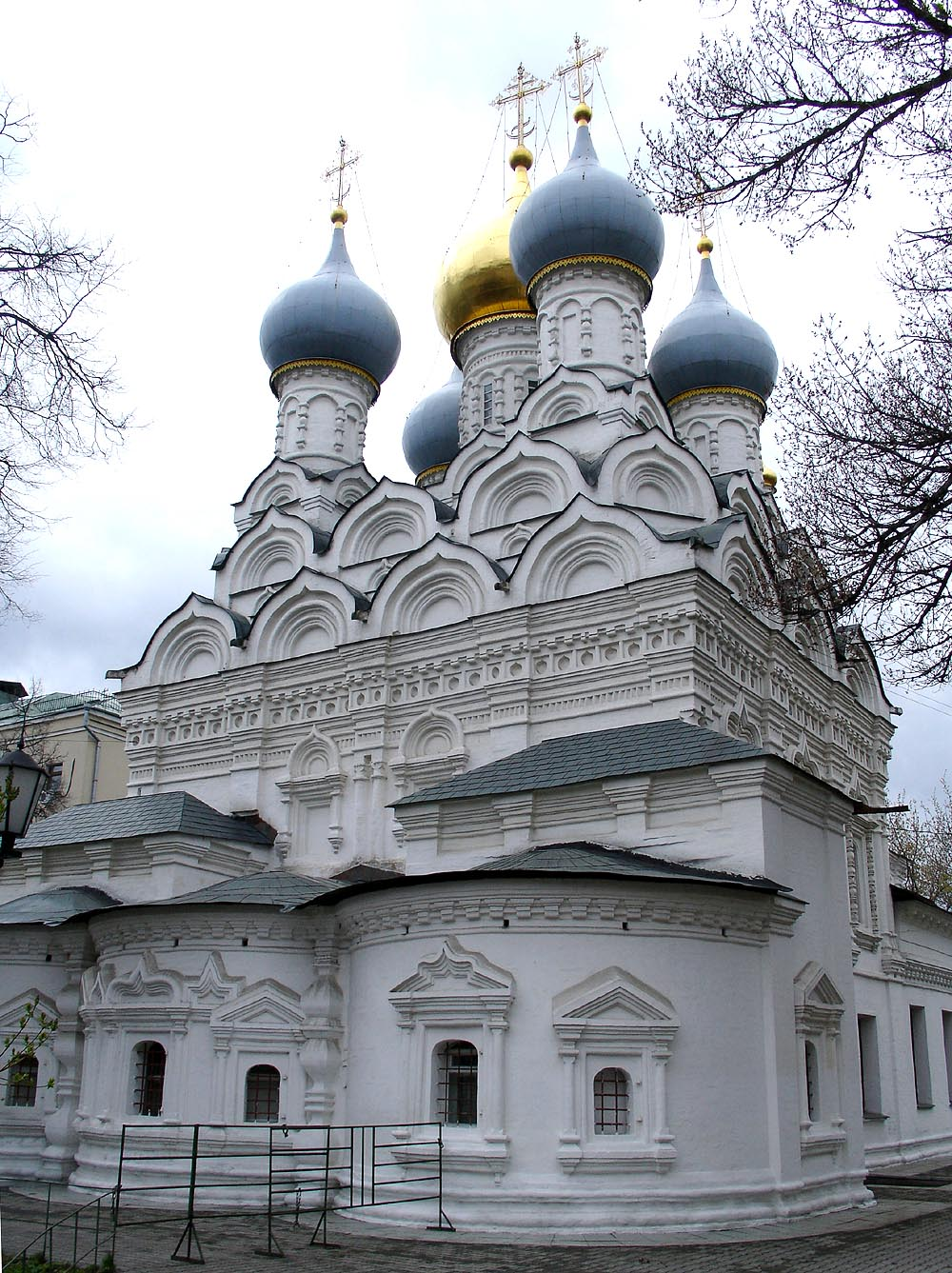
№ 6/27
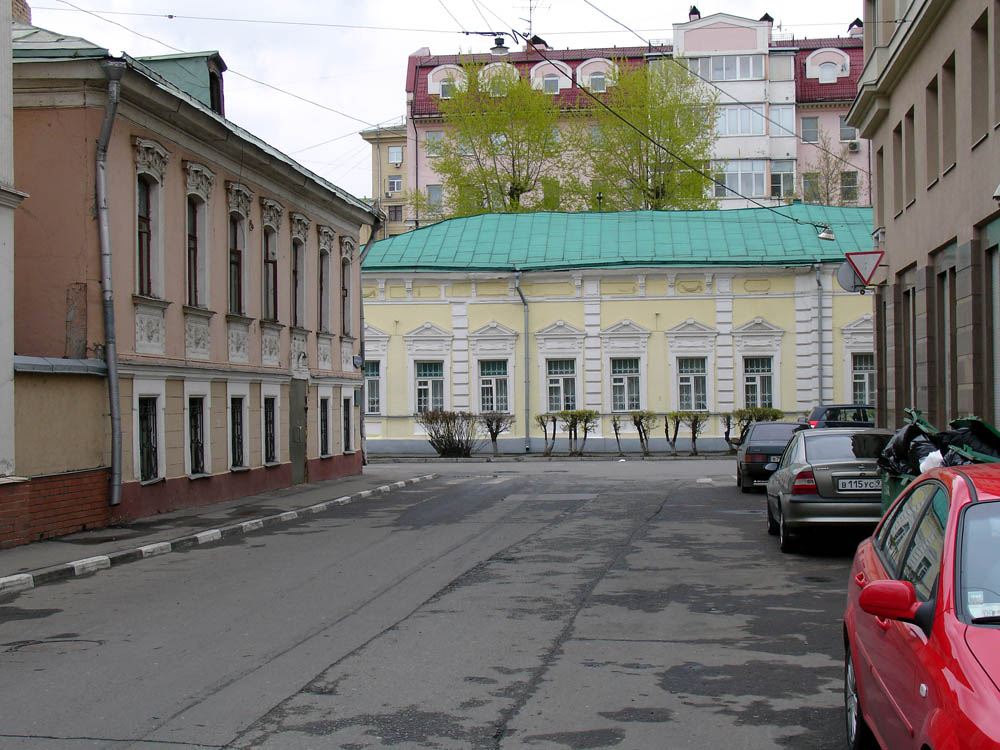
№ 35 стр. 1

### По нечётной стороне
- № 3 — элитный малоквартирный дом (1999), среди жильцов которого был Борис Немцов.
- № 7, 11 — одно- и двухэтажная деревянная застройка XIX века.
- № 9 — музей-усадьба А. Н. Островского.[2] Островский родился в 1823 в доме 9 стр. 6. В № 9, стр. 1 — Театральная Галерея Театрального музея имени А. А. Бахрушина  В 1954 году во дворе дома установлен памятник-бюст писателю (скульптор Г. И. Мотовилов, архитектор Л. М. Поляков)
- № 11 стр. 1 — жилой дом, 1791[3]
- № 13 и 13А — жилой дом купцов Каптелиных, надстроен в советское время
- № 17 — факультет мировой экономики и мировой политики Высшей Школы Экономики (до этого — ювелирная фабрика, после революции — техникум, затем институт повышения квалификации при Минсредмаш СССР). Краснокирпичное здание построено в 1895 году по проекту архитектора И. И. Мочалова[4].
- № 25/4 — котельная при Паровой шоколадной фабрике И. Д. Иванова (1909, арх. В. В. Шервуд)
- № 29/1 — фабрика кофе, шоколада, какао Торгового дома «Братья А. и С. Ивановы» (1905, арх. Н. Н. Благовещенский); впоследствии фабрика «Рот-Фронт», затем — Государственное бюджетное профессиональное образовательное учреждение города Москвы «Колледж связи № 54» имени П. М. Вострухина. С 2020 года — факультет мировой экономики и мировой политики НИУ ВШЭ.
- № 31 — дом Товарищества Учительского института (1912, арх. И. И. Кондаков). В настоящее время в здании размещается Театр Луны.
- № 35 — особняк и доходный дом М. И. Сотникова (1891, 1893, арх. Н. Д. Струков)
- № 35 стр. 1 — жилой дом Л. И. Каштанова, 1881—1893[3]
- № 39 — доходный дом А. А. Дурилина (1910 арх. В. В. Шервуд)

### По чётной стороне
- № 4/25 — первая автоматическая телефонная станция советской Москвы
- № 6/27, 8/27a — Храм свт. Николая в Пыжах с шатровой колокольней 1672.[3] Дом причта,[3] 1890, арх. А. А. Никифоров
- № 12/31 — усадьба Сысолиных-Голофтеевых, XVIII—XIX веков[3]
- № 22/39 — храм Иверской иконы Божьей Матери на Всполье, 1791—1802[3]
- № 30/6 — Русский Духовный Театр Глас. Двухэтажный с деревянным вторым этажом жилой дом построен в 1874 году во владении жены государственного крестьянина Р.Х. Пипиной. Внесён в Красную книгу Архнадзора (электронный каталог объектов недвижимого культурного наследия Москвы, находящихся под угрозой).[5]
- № 36 — доходный дом Г. А. Румянцева и Г. Н. Никифорова (1913, архитектор С. Д. Езерский)

## Транспорт
С улицы есть вход на станцию метро «Третьяковская» Калужско-Рижской и Калининской линий. Недалеко находится вход на станцию «Новокузнецкая» Замоскворецкой линии и «Полянка» Серпуховско-Тимирязевской линии, а также недалеко от южного конца улицы располагаются станции «Добрынинская» Кольцевой линии и «Серпуховская» Серпуховско-Тимирязевской линии.